# Загорб (Ужгородский район)
За́горб (укр. Загорб) — село в Ставненской сельской общине Ужгородского района Закарпатской области Украины.
Население по переписи 2001 года составляло 571 человек. Почтовый индекс — 89011. Телефонный код — 03135. Занимает площадь 36,547 км². Код КОАТУУ — 2120882001.